# Giuda il Galileo
Giuda il Galileo (Gamala, ... – ...; fl. 6) è stato un condottiero ebreo antico.
Fu fondatore della setta degli Zeloti e guidò due successive rivolte giudaiche contro l'Impero romano negli anni 6 e 7 d.C.. Nonostante il soprannome, non era originario della Galilea ma del Golan. Il nome galilei fu quindi usato come sinonimo di zeloti.

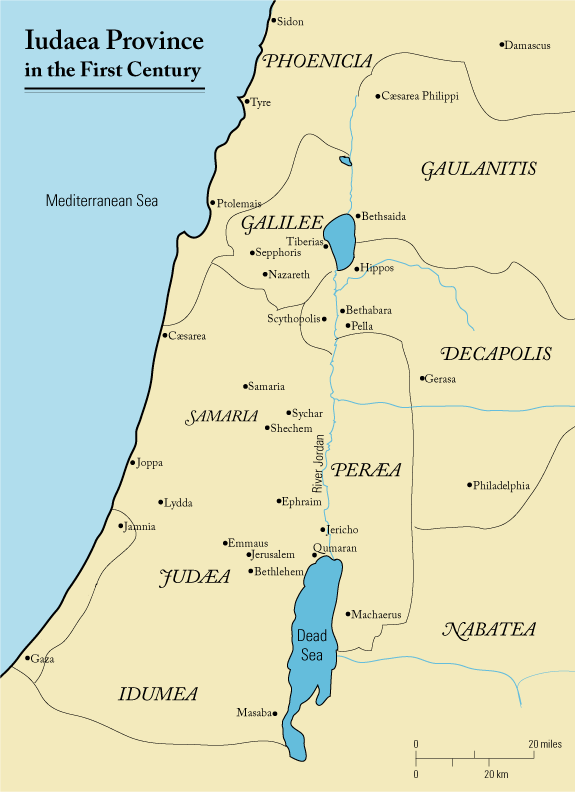
Giudea e Galilea nel I secolo

## Biografia
Originario di Gamala, nell'anno 6, Giuda riunì a Seffori una moltitudine di uomini al suo comando e attaccò il palazzo governativo, conquistandolo, prelevando il denaro restante e raccogliendo le armi presenti per distribuirle ai suoi seguaci. Poi Giuda si proclamò sovrano. La fonte per la storia di Giuda, Flavio Giuseppe, non racconta la sorte dell'usurpatore; ad ogni modo è noto che il governatore romano della Siria, Publio Quintilio Varo, entrò in Giudea con le sue legioni e attaccò Gerusalemme. Sconfitti i rivoltosi si ebbe una durissima repressione, con la crocifissione di circa duemila rivoltosi, che fece crescere i sentimenti antiromani della popolazione ebraica.
L'anno successivo la Giudea fu trasformata da regno tributario a territorio direttamente amministrato da Roma e si ebbe di conseguenza una riorganizzazione fiscale. Per consentire l'esazione delle imposte il governatore della Siria, Publio Sulpicio Quirinio organizzò un censimento, che provocò una nuova rivolta sempre guidata da Giuda il Galileo, che venne nuovamente sconfitto e ucciso.

## Discendenza
Giuseppe Flavio riporta che i figli di Giuda, Giacomo e Simone vennero crocifissi dal Procurator Augusti Tiberio Giulio Alessandro nel 48 circa.. Menahem, capo nella guerra del 66, era altresì figlio o nipote di Giuda, mentre Eleazar Ben Yair era cugino di Menahem quindi nipote del capo rivoluzionario.

## Riferimenti nella letteratura sacra
Giuda di Gamala è citato negli Atti degli apostoli, vi fa riferimento Gamaliele nel suo discorso al Sinedrio: 
(At 5,34 - 39)

## Giuda e il cristianesimo
Secondo Daniel T. Unterbrink, Giuda di Gamala fu inoltre la base storica per il personaggio di Gesù Cristo (in passato già si ipotizzò che si trattasse di uno dei figli del ribelle): il cristianesimo sarebbe nato prima gnostico e spiritualizzante, affine al mitraismo, solo in seguito si sarebbe agganciato a persone reali vissute storicamente. Il Testimonium Flavianum sarebbe un'interpolazione fatta da Eusebio di Cesarea, infatti Giuseppe Flavio parla dell’esecuzione di Gesù ma non della morte di Giuda, così come parla dell’esecuzione dei figli e nipoti del rivoltoso aspirante messia, cioè Giacomo, Simone, Menahem ed Eleazar, alcuni di loro omonimi dei fratelli di Gesù. Flavio parla della “Quarta filosofia”, dottrina di Giuda e diversa dal cristianesimo di Paolo di Tarso; secondo Unterbrink ad essa facevano capo il movimento messianico e i giudeo-cristiani di Gerusalemme, diretti da Giacomo il Giusto, parente o fratello di Gesù (secondo gli Atti degli Apostoli), o figlio di Giuda, secondo Flavio. Queste teorie sono però respinte dagli studiosi. In un passaggio delle Antichità Giudaiche (20.9.1), Giuseppe Flavio descrive Giacomo invece come il fratello di Gesù chiamato il Cristo e racconta che egli fu condannato a morte e lapidato dal Sinedrio su ordine del Sommo Sacerdote Anano; tale passo è considerato autentico ed affidabile dalla quasi unanimità degli studiosi. Paolo, raccontando la sua conversione, non nomina parentele di Giacomo con Giuda il Galileo ma afferma: "Dopo tre giorni andai a Gerusalemme per visitare Cefa e rimasi con lui quindici giorni. Ma non vidi nessuno degli altri apostoli, escluso Giacomo il fratello del Signore" (Ga1,19).